# Dreiländerregion Zittau
Die Dreiländerregion Zittau ist eine Region im Zentrum Mitteleuropas. Sie erstreckt sich über Teile Deutschlands, Tschechiens und Polens und bietet eine große landschaftliche Vielfalt sowie eine reiche kulturelle Tradition. Diese Region ist geprägt von einer Geschichte des Zusammenlebens und der Zusammenarbeit zwischen deutschen, polnischen und tschechischen Menschen.

## Geografie und Natur
Das Zentrum der Dreiländerregion Zittau bildet das Zittauer Gebirge, dessen höchster Gipfel, die Lausche, einen  Ausblick auf die umliegende Landschaft bietet. Bei gutem Wetter reicht die Sicht bis zum Riesengebirge, dem Isergebirge und dem Jeschken (tschechisch Ještěd) bei Liberec, Tschechien. Im Westen erstrecken sich die Böhmische und Sächsische Schweiz, weitere Gebirgslandschaften.

## Tourismus und Kultur
In der Dreiländerregion Zittau gibt es eine Vielzahl von grenzüberschreitenden Wander- und Radwegen. Zudem bieten Bahn- und Busverbindungen Möglichkeiten zur Erkundung der Region. Die Stadt Liberec in Nordböhmen ist das kulturelle Zentrum der Region und beherbergt ein Theater sowie mehrere Museen. Die Stadt Jablonec ist für ihre Bijouteriewaren bekannt.
Auf deutscher Seite liegt die Europastadt Görlitz/Zgorzelec mit ihrer gut erhaltenen Altstadt und ihrer reichen Geschichte. Weiter nördlich befindet sich der deutsch-polnische Fürst-Pückler-Park in Bad Muskau, der zum UNESCO-Weltkulturerbe gehört. Eine neu etablierte touristische Route namens "Via Sacra" führt zu sakralen Bauwerken und Kunstschätzen im gesamten Dreiländerdreieck und erzählt die Geschichte des langen und toleranten Miteinanders der verschiedenen Kulturen in der Region.

## Wirtschaftliche Potenziale
Die Dreiländerregion Zittau bietet nicht nur touristische Reize, sondern auch wirtschaftliche Möglichkeiten. Trotz der Herausforderungen des Strukturwandels in der Wirtschaft gibt es hier Chancen für Unternehmer und Investoren. Die Region profitiert von der Nähe zu Polen, Sachsen und Tschechien, was grenzüberschreitende Geschäftsmöglichkeiten eröffnet. Große Unternehmen haben Niederlassungen in Mittel- und Osteuropa gegründet und bieten Vorbilder für erfolgreiche Geschäftsbeziehungen.
Trotz der Herausforderungen und der komplexen grenzüberschreitenden Dynamik bietet die Dreiländerregion Zittau ein Potenzial für wirtschaftliches Wachstum und kulturellen Austausch.